# Pinguicula nevadensis
Pinguicula nevadensis este o specie de plante carnivore din genul Pinguicula, familia Lentibulariaceae, ordinul Lamiales. A fost descrisă pentru prima dată de Harald Lindberg, și a primit numele actual de la S. Jost Casper. Conform Catalogue of Life specia Pinguicula nevadensis nu are subspecii cunoscute.